# فهرست سوپرمارکت‌های زنجیره‌ای فنلاند
این یک فهرست از سوپرمارکت‌های زنجیره‌ای در فنلاند است.
| نام                   | فروشگاه‌ها | نوع فروشگاه‌ها           | مادر                      |
| --------------------- | --------- | ----------------------- | ------------------------- |
| آلپا                  | ۱۲۱       | رفاه                    | گروه اس                   |
| آلکو                  | ۳۶۹       | مشروبات الکلی           | فنلاند                    |
| بازار مواد غذایی هرکو | ۱         | سوپرمارکت               | گروه اس                   |
| هالپاهالی             | ۳۵        | سوپرمارکت، فروشگاه بزرگ | شرکت کوکلان هالپا هالی    |
| کو-سیتی‌مارکت          | ۸۲        | هایپر مارکت             | کسکو                      |
| کو-مارکت              | ۷۲۴       | رفاه، سوپرمارکت         | کسکو                      |
| کو-سوپرمارکت          | ۲۵۱       | سوپرمارکت               | کسکو                      |
| لیدل                  | ۲۰۸       | تخفیف، سوپرمارکت        | Lidl Suomi Ky             |
| ام‌مارکت               | ۴۷        | رفاه، سوپرمارکت         | M-Itsenäiset kauppiaat Oy |
| مینی‌مانی              | ۷         | هایپرمارکت              | Minimani Yhtiöt Oy        |
| پیک اند پی            | ۳         | هایپرمارکت              | Unanimous Oy              |
| پریسما                | ۸۰        | هایپرمارکت              | گروه اس                   |
| ار-کیوسکی             | ۳۵۰       | رفاه                    | ریتان                     |
| اس‌مارکت               | ۴۶۳       | سوپرمارکت               | گروه اس                   |
| ساله                  | ۲۹۸       | رفاه                    | گروه اس                   |
| تکمانی                | ۲۰۴       | تخفیف فروشگاه بزرگ      | تکمانی                    |